# ناسیف موریس
ناسیف موریس (انگلیسی: Nasief Morris؛ زادهٔ ۱۶ آوریل ۱۹۸۱) بازیکن سابق فوتبال اهل آفریقای جنوبی است که در پست مدافع میانی بازی می‌کرد.
وی همچنین در تیم ملی فوتبال آفریقای جنوبی بازی کرده‌است.